# 중앙주 (아이티)

중앙 주의 위치

중앙주(프랑스어: Centre 상트르[*], 아이티어: Sant 산트)는 아이티 동부에 위치한 주로 주도는 앵슈이며 면적은 3,487km2, 인구는 565,043명(2003년 기준)이다.
북쪽으로는 북부 주와 북동부 주, 서쪽으로는 아르티보니트 주, 남쪽으로는 서부 주와 접하며 동쪽으로는 도미니카 공화국과 국경을 접한다. 4개 구를 관할한다.
아이티에서 유일하게 바다와 접하지 않은 주이며 아르티보니트 강 상류에는 1950년대에 건설된 수력 발전소인 펠리그르 수력 발전소가 있다.